# Црногорски добровољачки корпус
Црногорски добровољачки корпус био је формација састављена од црногорских и санџачких четника по угледу на Српски добровољачки корпус. Настао је јуна и јула 1944. у сарадњи црногорске четничке команде Павла Ђуришића и Недићеве владе, која је наоружавала, снабдевала и финансирала ову формацију. Састојао се од три пука, који су нумерисани као Шести, Седми и Осми, надовезујући се тако на пет постојећих пукова СДК. Посредством Недићеве владе, стварање и опремање ЦДК одобрили су и опремили немачка Команда Југоистока и министарство спољних послова Рајха преко изасланика Нојбахера. Корпус је бројао око 5.600 бораца.

## Стварање корпуса
Након јесењег боравка 1943, Ђуришић је поново боравио у Београду средином маја 1944. Ту се, осим са Недићем, састао и са Нојбахером и Командантом Југоистока фон Вајхсом. На тим састанцима донета је одлука о преформирању црногорских четника у формацију налик на Љотићев СДК, ради побољшања организације и повећања њихове борбене вредности. Формација је требало да броји око 5.000 људи, а за команданта је био предвиђен Ђуришић. Ђуришићевом боравку у Београду „недићевска штампа је дала велики публицитет, истичући његове заслуге у борби против народноослободилачког покрета, објавивши и његове фотографије с њемачким и недићевским официрима." Том приликом Недић је унапредио Ђуришића у чин потпуковника. Месец дана касније, у чин потпуковника унапредио га је и краљ Петар II на предлог Михаиловића.
По повратку, Ђуришић је ради прецизирања детаља договора око 20. маја послао у Београд делегацију коју су сачињавали: Душан Арсовић, начелник Ђуришићевог штаба, Вељко Томовић, Ђуришићев ађутант, и потпоручник Хајс, немачки официр за везу при Ђуришићевом штабу. Делегација се вратила почетком јуна са вестима да су одобрена три вагона ратне опреме (око 3.000 пушака, 150 аутомата, око 80 тешких митраљеза, 38 минобацача, шест топова, 2.000 пари ципела, 300 литара нафте, одећа), те 20 камиона који ће опрему из Рашке пребацити до Ђуришићевог штаба у Пријепољу, а најављена је пошиљка и друге опреме. Немачка команда из Баната доделила је са своје стране 900 коња.
У првој половини јуна Ђуришић је именовао командно особље ЦДК и његових пукова. ЦДК су сачињавала три пука:
- Шести са седиштем у Пријепољу, састављен од четника Старог Раса, као и делова снага из беранског и андријевичког среза које су се повукле након операције Фрилингсервахен, под командом Вуксана Цимбаљевића
- Седми са седиштем у Пљевљима, састављен од четника из Санџака, под командом Радомана Рајлића,
- Осми пук, назван „гвоздени“, сачињавали су четници из подгоричког, даниловградског и никшићког ореза. За седиште Осмог пука одређена је Подгорица, а за команданта постављен капетан Милош Павићевић.[4]

При формирању се дошло до бројног састава од укупно 5.649 људи, па је Ђуришић у писму молио Недића да уважи разлику преко 5.000.

## Учешће у борбама
Црногорски добровољачки корпус учествовао је у саставу немачких снага приликом напада на делове Другог ударног корпуса НОВЈ у долини Лима пред и током операције Драуфгенгер.
Корпус је посебно интензивно ангажован током пресудне немачке операције Рибецал. Сва три пука учествовала су у оштрим борбама, а Осми „гвоздени“ пук учествовао је са деловима 7. СС и 181. дивизије у нападима на узлетиште Брезна током савезничке евакуације рањеника НОВЈ. У тим борбама пук је 25. августа на Ћеранића гори тешко поражен и разбијен од Седме црногорске омладинске бригаде НОВЈ, претрпевши губитке од око 350 погинулих и око 180 заробљених.
Након операције Рибецал формација црногорских четника се више пута мењала, али је остала тактички интегрисана у немачке снаге, како током борби за немачки продор према Мостару, битке за Цетиње, тако и током пробоја према Колашину. Командант Југоистока је у свом прегледу снага од 16. новембра 1944. убројао снаге црногорских четника у сопствене снаге.